# Épeule - Montesquieu (metrostation)
Épeule - Montesquieu is een metrostation aan lijn 2 van de metro van Rijsel, gelegen in de Franse stad stad Roubaix. Het station werd op 18 augustus 1999 geopend en is vernoemd naar de wijk waarin het zich bevindt (Épeule) en de straat waaraan het gelegen is (Boulevard Montesquieu). Het ontwerp is van Alain Raigaud.
Het metrostation kwam in het nieuws toen er op 29 oktober 2000 een 23-jarige man, Frank Tavernier, voor de ogen van zijn driejarige dochter werd doodgestoken.

## Omgeving
Vanaf dit metrostation kan men overstappen op twee buslijnen: 25 en 31. In de omgeving van het station ligt de sporthal Dominique-Saint-Maxens en het Collège Saint-Exupéry.